# Temná
Temná (historyczna nazwa niem. Schwarze Hübl) – szczyt (góra) o wysokości 1264 m n.p.m. (podawana jest też wysokość 1263 m n.p.m.  lub 1263,2 m n.p.m.  ) w paśmie górskim Wysokiego Jesionika (cz. Hrubý Jeseník), w północno-wschodnich Czechach, w Sudetach Wschodnich, na Śląsku, w obrębie gminy Malá Morávka, oddalony o około 3,75 km na południowy wschód od szczytu góry Pradziad (cz. Praděd). Rozległość góry (powierzchnia stoków) szacowana jest na około 5,5 km², a średnie nachylenie wszystkich stoków wynosi około 10°.

## Charakterystyka

### Lokalizacja

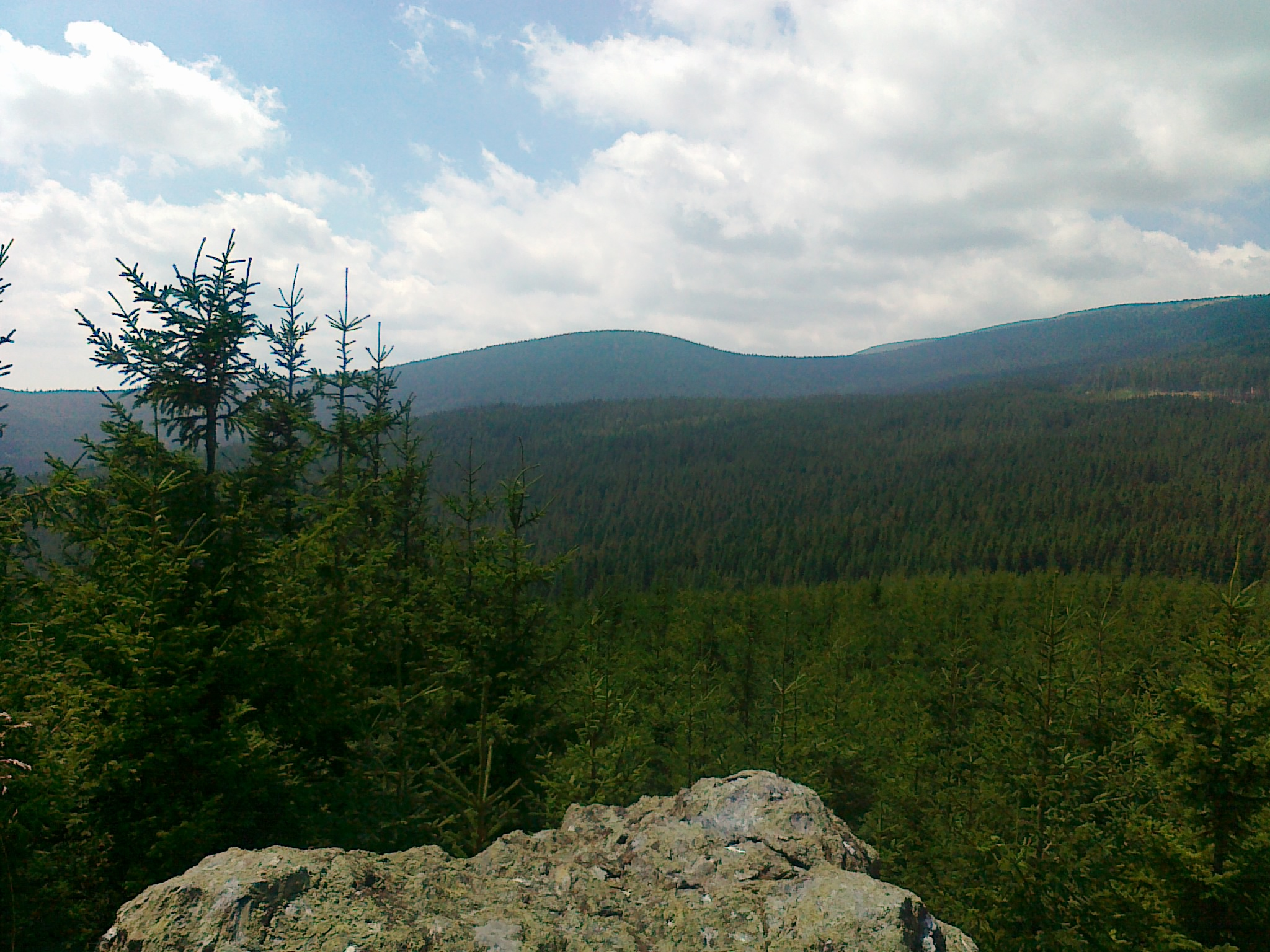
Widok ze skaliska blisko szczytu góry Hradečná na górę Temná (2014 rok)

Góra Temná położona jest nieco na południowy wschód od centrum całego pasma Wysokiego Jesionika, leżąca w części Wysokiego Jesionika, we wschodnim obszarze (mikroregionu) o nazwie Masyw Pradziada (cz. Pradědská hornatina) oraz usytuowana jest na bocznej, południowo-wschodniej gałęzi grzbietu głównego (grzebieniu) góry Pradziad, która biegnie od góry Vysoká hole do szczytu Kapličkový vrch nieopadal miejscowości Malá Morávka. Z uwagi na swoją hełmiastą i kopulastą część szczytową, góra jest łatwo rozpoznawalna. Jest bowiem najwyższym szczytem tej części Masywu Pradziada, położonej po południowo-wschodniej stronie grzbietu głównego, blisko góry Vysoká hole. Szczyt góry jest niewidoczny z drogi okalającej połać szczytową góry Pradziad oraz również niewidoczny z innego charakterystycznego punktu widokowego – z drogi okalającej szczyt góry Dlouhé stráně, bo w obu przypadkach przysłonięty jest masywem góry Vysoká hole. Góra bardzo dobrze widoczna jest np. z sąsiedniej góry Malý Máj–SZ.   
Górę ograniczają: od północy dolina potoku o nazwie Bělokamenný potok, od południowego wschodu przełęcz o wysokości 1010 m n.p.m. w kierunku szczytu Javorový vrch (2), dolina potoku Kratký potok i przełęcz o wysokości 1014 m n.p.m. w kierunku szczytu Skály pod Kopřivnou, od południa dolina rzeki Moravice oraz od północnego zachodu przełęcz o wysokości 1206 m n.p.m. w kierunku szczytu Vysoká hole. W otoczeniu góry znajdują się następujące szczyty: od północnego zachodu Vysoká hole–JZ, Vysoká hole i Praděd–V, od północy Ostrý vrch, od północnego wchodu Hradečná, od wschodu U pecí, od południowego wschodu Javorový vrch (2), Skály pod Kopřivnou i Kopřivná–SZ, od południowego zachodu Ráztoka oraz od zachodu Kamzičník.

### Stoki
Z uwagi na skomplikowane ukształtowanie całej góry, w jej obrębie można wyróżnić cztery następujące zasadnicze stoki:
- wschodnie o nazwach: Zlámaná, Malinová i Na Bocích
- południowo-wschodnie o nazwach: Vývratisko, Žechová, Javorový vrch, Přední polany, Za Sedliskem i Pod Kopřivnou
- południowy o nazwie Pod Ráztokou
- południowo-zachodni o nazwie U Buku

Występują tu wszystkie typy zalesienia: bór świerkowy, las mieszany oraz las liściasty, przy czym dominuje zalesienie borem świerkowym. Na stokach wschodnich (Malinová i Na Bocích), południowo-wschodnich (Javorový vrch, Za Sedliskem i Pod Kopřivnou) oraz stokach południowym i południowo-zachodnim poza borem świerkowym, występują obszary lasu mieszanego, a na stoku wschodnim Na Bocích i południowo-wschodnim Javorový vrch nawet połacie lasu liściastego. Na stokach występują polany oraz znaczne ogołocenia (stoki południowo-wschodnie: Žechová, Javorový vrch, Přední polany i Za Sedliskem). Ponadto na stokach południowo-wschodnich znajdują się liczne grupy skalne (stoki: Javorový vrch, Přední polany, Za Sedliskem i Pod Kopřivnou) oraz obszary pokryte gruzem skalnym (stok południowo-wschodni Za Sedliskem i stok południowy Pod Ráztokou).
Stoki mają stosunkowo łagodne, niejednolite i zróżnicowane nachylenia. Średnie nachylenie stoków waha się bowiem od 7° (łącznie stoki południowo-wschodnie) do 19° (stok południowo-zachodni). Średnie nachylenie wszystkich stoków góry (średnia ważona nachyleń stoków) wynosi około 10°. Maksymalne średnie nachylenie stoku wschodniego, w pobliżu płynącego potoku Bělokamenný potok oraz drogi Kapitánská cesta na odcinku 50 m nie przekracza 35°. Wszystkie stoki pokryte są siecią na ogół nie oznakowanych dróg (Jelení cesta, Kapitánská cesta, Kmínkova cesta, Slezská cesta) i siecią na ogół nieoznakowanych ścieżek. Przemierzając je zaleca się korzystanie ze szczegółowych map, z uwagi na zawiłości ich przebiegu, zalesienie oraz zorientowanie w terenie.

### Szczyt

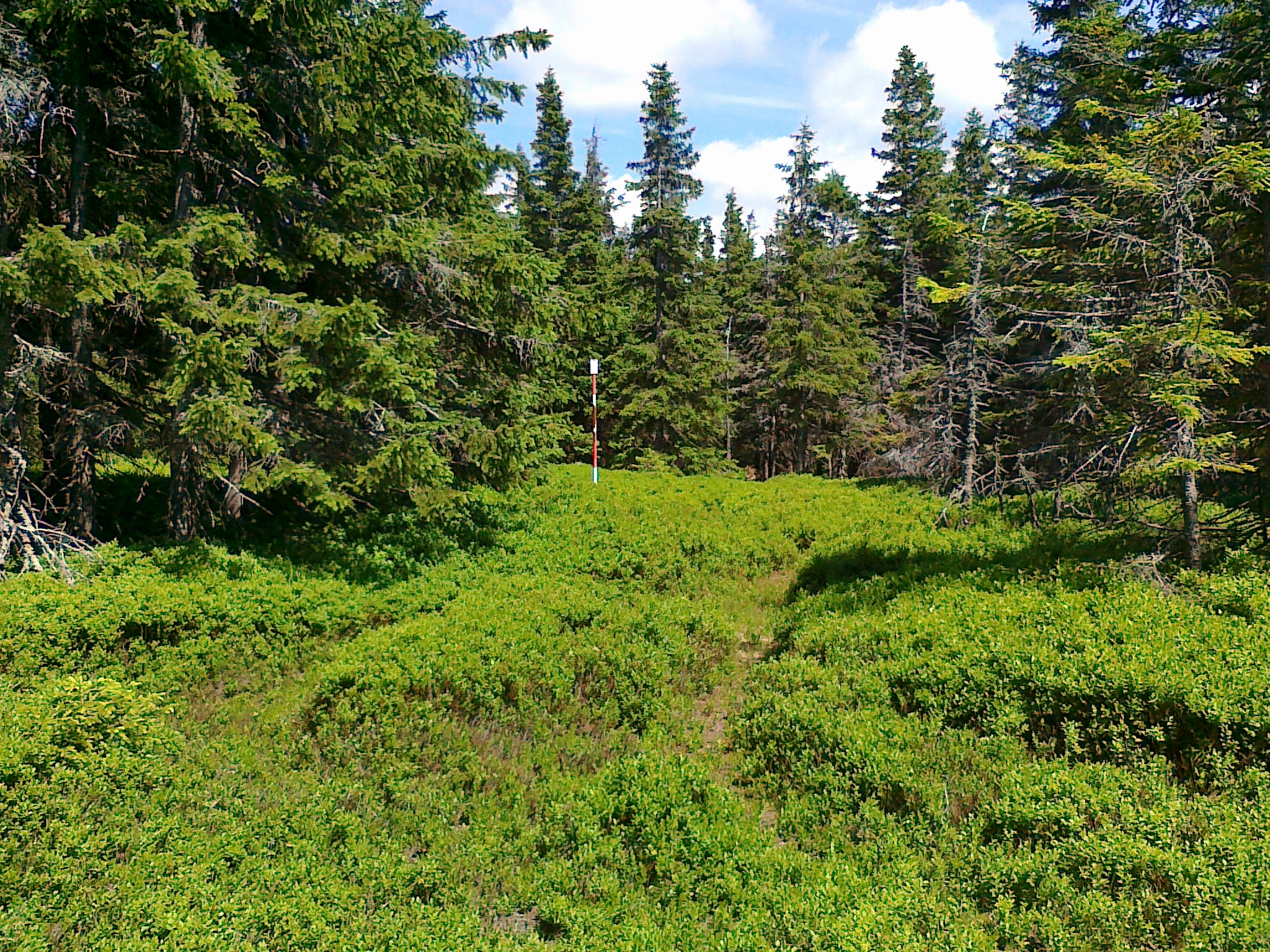
Połać szczytowa góry Temná (2019 rok)

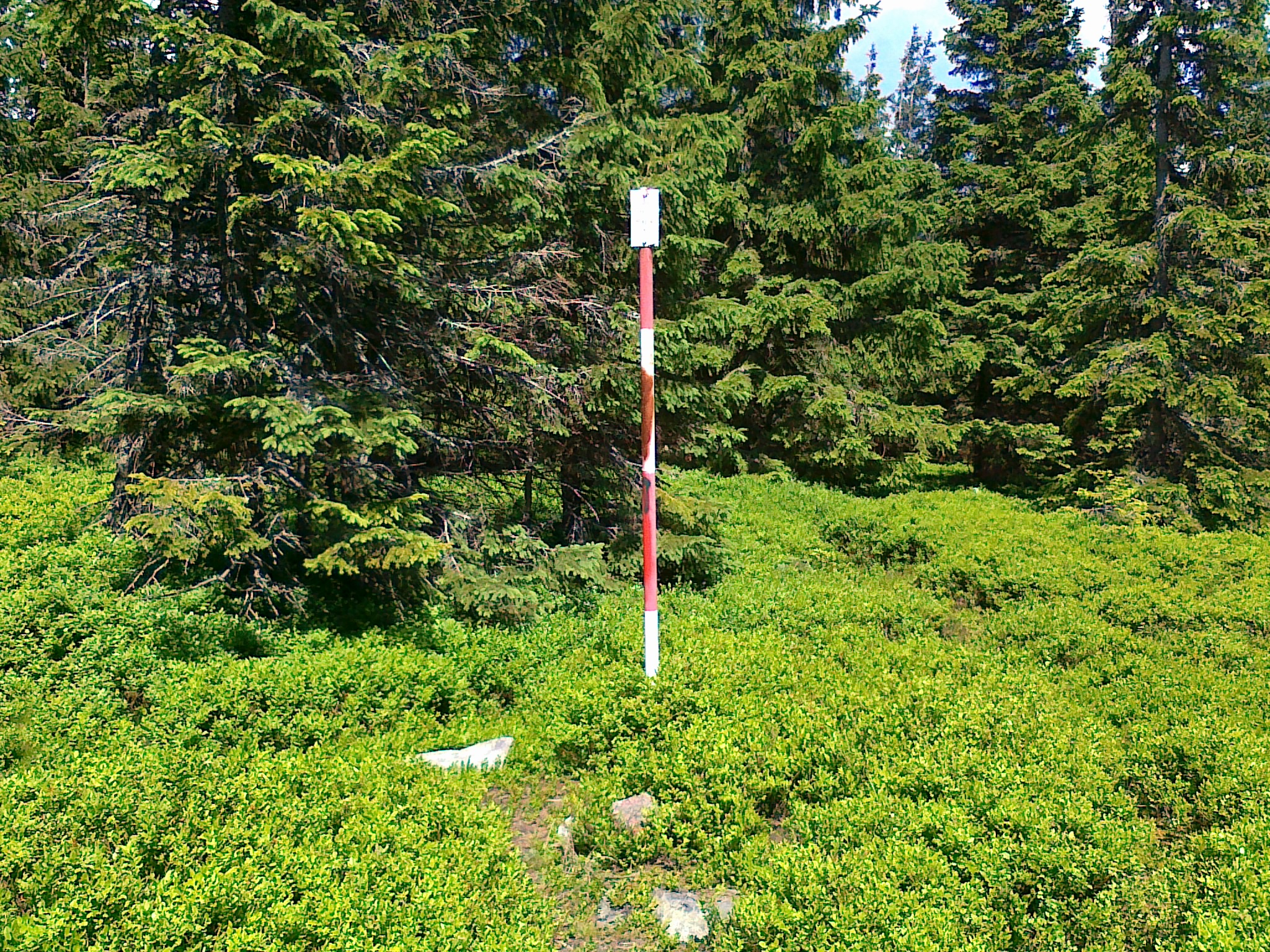
Punkt geodezyjny na połaci szczytowej góry Temná (2019 rok)

Na szczyt nie prowadzi żaden znakowany szlak turystyczny. Połać szczytowa zalesiona jest borem świerkowym oraz pokryta jest bardzo popularną rośliną Wysokiego Jesionika – borówką czarną. Szczyt znajduje się wśród nieznacznego przerzedzenia drzewostanu i nie jest z tego powodu punktem widokowym. Na połaci szczytowej znajduje się punkt geodezyjny, oznaczony na mapach geodezyjnych numerem (4.), o wysokości 1263,21 m n.p.m. oraz współrzędnych geograficznych (50°03′17,05″N 17°15′33,71″E/50,054736 17,259364), z widocznym koło niego zamontowanym stalowym słupkiem, pomalowanym na przemian w poziome pasy białe i czerwone, ostrzegającym przed jego zniszczeniem z tabliczką, z napisem Státní triangulace Poškození se trestá, oddalony o około 22 m na południowy wschód od szczytu. Państwowy urząd geodezyjny o nazwie (cz. Český úřad zeměměřický a katastrální (CÚZK)) w Pradze podaje jako najwyższy punkt góry – szczyt – o wysokości 1263,8 m n.p.m. i współrzędnych geograficznych (50°03′17,3″N 17°15′32,6″E/50,054806 17,259056). 
Dojście do szczytu następuje ze ścieżki (początkowo drogi) o długości około 1900 m, biegnącej przecinką w linii prostej od skrzyżowania turystycznego o nazwie Skalý pod Kopřivnou, z podaną na tablicy informacyjnej wysokością 1014 m, położonego na żółtym szlaku turystycznym , następnie należy skręcić w lewo, idąc dalej około 50 m, dochodząc w ten sposób do połaci szczytowej. Z uwagi na zalesienie i pokrycie połaci szczytowej roślinnością jak również nieoznakowanie na niej ścieżek, należy uważać na usytuowanie zasadniczej ścieżki przecinkowej (kierunkowej) umożliwiającej zejście ze szczytu. 

### Geologia
Pod względem geologicznym góra Temná należy do jednostki określanej jako warstwy vrbneńskie i zbudowana jest ze skał metamorficznych: głównie fyllitów (muskowitów, biotytów, chlorytów), łupków łyszczykowych, łupków zieleńcowych, gnejsów, skał osadowych: głównie kwarcytów (kalcytów), zlepieńców, meta-tufów oraz skał magmowych: głównie meta-diabazów. Kształt góry oraz obecność diabazów sugerują jej wulkaniczne pochodzenie.

### Wody
Grzbiet główny (grzebień) góry Pradziad, biegnący od przełęczy Skřítek do przełęczy Červenohorské sedlo oraz dalej do przełęczy Ramzovskiej (cz. Ramzovské sedlo) jest częścią granicy Wielkiego Europejskiego Działu Wodnego, dzielącej zlewiska Morza Bałtyckiego i Morza Czarnego . 
Szczyt wraz ze stokami położony jest na południowy wschód od tej granicy, należy więc do zlewni Morza Bałtyckiego, do którego płyną wody m.in. z dorzecza Odry, będącej przedłużeniem płynących z tej części Wysokiego Jesionika rzek (Moravice) i górskich potoków (m.in. płynących w pobliżu góry potoków Bělokamenný potok czy Kratký potok). Ze stoku południowo-wschodniego Přední polany bierze swój początek Kratký potok. Ponadto ze stoków płynie kilka krótkich, nienazwanych potoków będących dopływami wspomnianych wcześniej potoków (Bělokamenný potok i Kratký potok) oraz rzeki Moravice. Na stoku wschodnim oraz południowo-wschodnim Javorový vrch znajdują się niewielkie obszary bagienne. Na stokach występują ponadto nieliczne źródła:
| Źródła na stokach góry Temná |                                |                          |                               |                                           |
| Lp.                          | Źródło (oznaczenie)            | Odległość od szczytu m   | Wysokość bezwzględna m n.p.m. | Współrzędne geograficzne                  |
| 1                            | Studánka U Jelení cesty (5794) | 1320 m na wschód         | 1019                          | 50°03′09″N 17°16′39″E/50,052500 17,277500 |
| 2                            | Studánka Velký kotel (2566)    | 780 na południowy zachód | 992                           | 50°03′03″N 17°15′01″E/50,050833 17,250278 |

## Ochrona przyrody
Cała góra znajduje się w obrębie wydzielonego obszaru objętego ochroną o nazwie Obszar Chronionego Krajobrazu Jesioniki (cz. Chráněná krajinná oblast (CHKO) Jeseníky), a utworzonego w celu ochrony utworów skalnych, ziemnych i roślinnych oraz rzadkich gatunków zwierząt. Na stokach nie utworzono żadnych rezerwatów przyrody lub innych obiektów nazwanych pomnikami przyrody.
U podnóża stoku południowego i południowo-zachodniego (dolina rzeki Moravice) wyznaczono w 1971 roku ścieżkę dydaktyczną Velká kotlina (cz. Naučná stezka Velká kotlina) wzdłuż niebieskiego szlaku turystycznego  o długości 5,5 km na odcinku: 
 Karlov pod Pradědem – Nad Ovčárnou (z 7 stanowiskami obserwacyjnymi na trasie)

## Turystyka
W obrębie szczytu i stoków nie ma żadnego schroniska turystycznego lub hotelu górskiego. Do najbliższej miejscowości Karlova Studánka z bazą turystyczną hoteli i pensjonatów jest od szczytu około 4 km w kierunku północno-wschodnim oraz do miejscowości Malá Morávka jest od szczytu około 5,5 km w kierunku południowo-wschodnim. Natomiast blisko góry Temná znajdują się następujące hotele górskie i schroniska turystyczne:
- na wieży Pradziad: hotel Praděd oraz na stoku góry Pradziad hotel górski Kurzovní chata i schronisko Barborka
- na stoku góry Petrovy kameny hotele górskie: Ovčárna i Figura oraz schronisko Sabinka

Ponadto na stoku południowo-wschodnim Vývratisko, w odległości około 970 m od szczytu, znajduje się chata Kamenná chata (2), ale nie ma ona charakteru typowego schroniska turystycznego, a którą zalicza się do tzw. chat łowieckich. Dojście do niej następuje ścieżką przy wykorzystaniu szczegółowych map.

### Szlaki turystyczne
Klub Czeskich Turystów (cz. Klub Českých Turistů) wytyczył w obrębie góry dwa szlaki turystyczne na trasie:
 Karlova Studánka – dolina potoku Biała Opawa – góra Ostrý vrch – wodospady Białej Opawy – góra Petrovy kameny – Ovčárna – góra Vysoká hole – góra Temná – góra Kopřivná – Karlov pod Pradědem – Malá Morávka
 Karlova Studánka – dolina potoku Biała Opawa – góra Ostrý vrch – schronisko Barborka – przełęcz U Barborky – góra Petrovy kameny – Ovčárna – góra Vysoká hole – Velká kotlina – dolina rzeki Moravice – Karlov pod Pradědem – Malá Morávka

### Szlaki rowerowe i trasy narciarskie
U podnóża stoku południowo-wschodniego Javorový vrch, drogą nr 445 przebiega jedyny szlak rowerowy na trasie:
 (nr 553) Rýmařov – góra Harrachovský kopec – Dolní Moravice – Malá Morávka – przełęcz Hvězda – Karlova Studánka – Vrbno pod Pradědem – Drakov
W obrębie góry nie poprowadzono żadnej trasy narciarstwa zjazdowego. W okresach ośnieżenia można skorzystać z dwóch wytyczonych przez górę narciarskich tras biegowych:
 Przełęcz Hvězda – góra Hradečná – góra Vysoká hole – góra Temná – Jelení cesta
 Przełęcz Hvězda – góra Hradečná – góra Vysoká hole – góra Temná – góra Kopřivná – Karlov pod Pradědem – Malá Morávka